# Fritz Mordechai Kaufmann

Porträtfoto (ohne Jahr, ohne Fotograf)

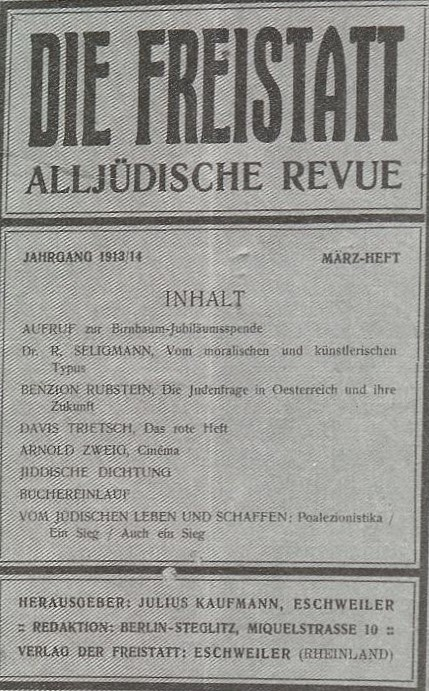
Die Freistatt (1913)

Fritz Mordechai Kaufmann (geboren 13. Dezember 1888 in Eschweiler; gestorben 2. März 1921 in Berlin) war ein deutscher Essayist und Autor über jüdische Volksmusik.

## Leben
Max Friedrich Kaufmann war der zweite Sohn des Textilkaufmanns Hermann Kaufmann und der Rosa Gochsheimer, die in Eschweiler das Herrenbekleidungsgeschäft Gebrüder Kaufmann führten.  Sein Bruder Julius Kaufmann (1887–1955) musste 1934 mit seiner Familie nach Palästina emigrieren. Fritz und Julius Kaufmanns Engagement für das Judentum ging zeitweise getrennte Wege, die in der Auseinandersetzung um den Zionismus begründet waren.
Fritz Kaufmann machte das Abitur in Eschweiler und studierte ab 1908 zwei Semester Medizin in Genf und dann Geschichte in München und Marburg, 1910 in Leipzig, wo er das Studium abbrach und sich für das Jiddisch sprechende Ostjudentum zu interessieren begann und die Sprache erlernte. Er engagierte sich für den Zionismus. 1912 heiratete er in Berlin die aus Odessa stammende Gesangsinterpretin jiddischer Lieder Rachel Kaganoff. Es erschienen nun von ihm erste Aufsätze in der Wochenzeitung Jüdische Rundschau.
Im Jahr 1913 nahm er an einem Kongress der zionistischen Sozialdemokraten in Krakau teil, doch wandte er sich unter dem Einfluss Nathan Birnbaums vom Zionismus ab und propagierte ein übergreifendes „Alljudentum“. 1913 gab er mit seinem Bruder Julius die Zeitschrift Die Freistatt. Alljüdische Revue heraus, die nach 13 Monatsheften kriegsbedingt eingestellt wurde. 1914 wurde er wie sein Bruder Soldat im Ersten Weltkrieg. Da er an Typhus erkrankte und kriegsdienstunfähig wurde, wurde er 1915 im Kriegsarchiv in Frankfurt an der Oder eingesetzt und dann im Amt für Brandenburgische Kriegsbeschädigtenfürsorge in Berlin. Ab 1919 war er Generalsekretär des „Arbeiterfürsorgeamtes der Jüdischen Organisationen Deutschlands“, das sich um die Integration der ostjüdischen Einwanderer kümmerte. Kaufmann wurde Mitglied der USPD.
Kaufmann schrieb Aufsätze über die ostjüdische Kultur und erstellte im Auftrag der Zionistischen Vereinigung für Deutschland eine Anthologie ostjüdischer Lieder, zusammen mit einem Merkblatt für das jüdische Volkslied. 
Kaufmann arbeitete an der Übersetzung des Werks von Mendele Moicher Sforim aus dem Jiddischen ins Deutsche, als er unter ungeklärten Umständen Schienensuizid beging. Er wurde auf dem Jüdischen Friedhof Weißensee beerdigt. Seine gesammelten Schriften erschienen 1923, herausgegeben und mit einer Einleitung von Ludwig Strauß.

## Schriften

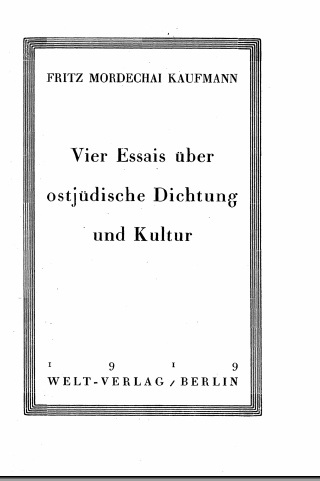

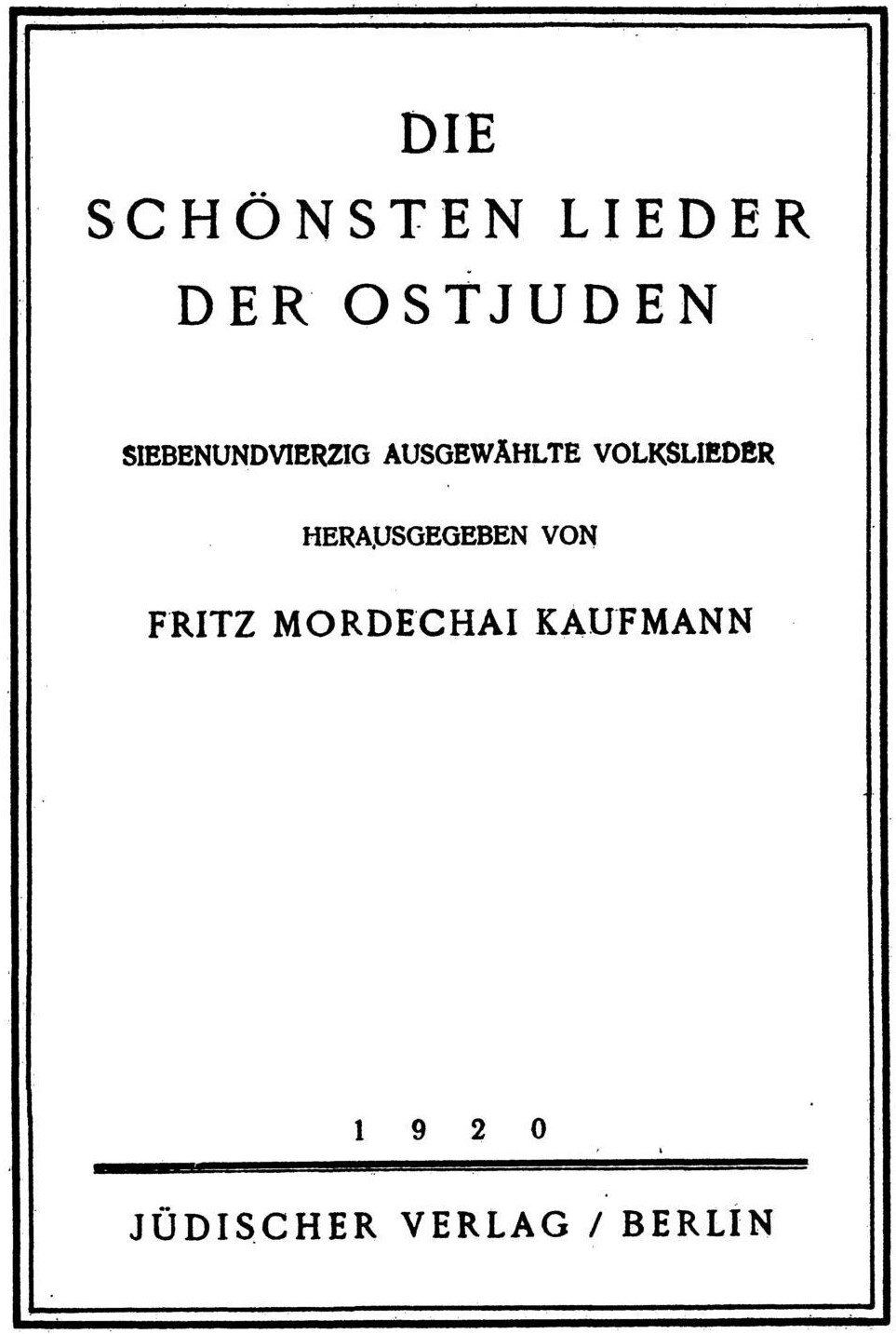

- Vier Essais über ostjüdische Dichtung und Kultur. Berlin : Weltverlag, 1919
- Das jüdische Volkslied : Ein Merkblatt. Berlin : Jüdischer Verlag, 1919
- Die schönsten Lieder der Ostjuden. 47 ausgewählte Volkslieder. Berlin : Jüdischer Verlag, 1920. Text jiddisch und transkribiert, Noten.
  - Die schönsten Lieder der Ostjuden – Siebenundvierzig ausgewählte Volkslieder. Faksimile von 1920, neu herausgegeben und übersetzt von Karsten Troyke und Achim Freudenstein. Achims Verlag, Edermünde 2001. ISBN 978-3932435096
- Die Einwanderung der Ostjuden. Eine Gefahr oder ein sozialpolitisches Problem. Vier Aufsätze. Berlin : Welt-Verlag, 1920
- Gesammelte Schriften. Hrsg. u. eingel. von Ludwig Strauss. Berlin : E. Laub, 1923